# Igorrote

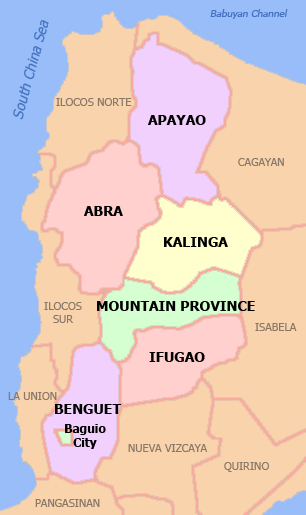
Zona de la Cordillera Central correspondiente al principal área igorrote actual

Los igorrotes, también llamados minoritariamente igorotes o cordilleranos, son un conjunto de pueblos filipino que habita en los terrenos abruptos de la Cordillera Central al norte de la isla de Luzón. Son conformados por seis tribus de origen etnolingüístico común, conocidos como los Ibaloys, Kankanaeys, Ifugaos, Kalingas, Apayaos  y los Bontocs. A todos ellos se les denomina con el término genérico de Igorrotes, una palabra derivada de la raíz golot, que en su idioma significa montaña.

## Tribus
- Bontocs. Habitan las orillas del río Chico. Aunque en la antigüedad eran temibles cazadores de cabezas, actualmente y desde que fueron cristianizados hace más de 200 años son apacibles agricultores, famosos por sus cultivos de arroz en terrazas en las laderas de las montañas, es decir cultivos tipo andén. Los igorotes continúan manteniendo muchas de sus tradiciones ancestrales a pesar de su permanente contacto con otros pueblos.
- Ibaloys. Se sitúan al sur de la provincia de Benguet. Son agricultores, que cultivan el arroz en terrazas. Su idioma es similar al pangasinanense, sus vecinos meridionales.
- Ifugaos. Se encuentra en la provincia de Ifugao al sur de la Cordillera Central. Son famosos por sus terrazas, donde cultivan arroz, que se han convertido en un reclamo turístico de todo el país.
- Apayaos. Los Isnegs o Apayaos, habitan en la orilla del río Apayao  y sus afluentes. Originariamente eran cazadores de cabeza. Luego se convirtieron en agricultores de la selva, que quemaban el bosque, para luego plantarlo. Una vez cristianizados se han adaptado al cultivo del arroz.
- Kalingas. Los kalingas viven en la región del curso medio del río Chico. Tienen un gran sentido de los lazos tribales y han desarrollado una institución de pactos de paz, que han minimizado el continuo estado de guerra de estos antiguos cazadores de cabeza.
- Kankana-eys. Viven al oeste de la provincia de la Montaña, en la zona meridional de Ilocos Sur, y en el norte de Benguet. Como las demás tribus, han sido cazadores de cabezas. Más tarde han desarrollado un gran sentido agrícola construyendo terrazas para cultivar arroz y otros productos básicos.

## Asentamientos
Bogey-yas, ahora Buguias;  Loo; Tucucan; Tinoc; Abatan; Ambuse, ahora Kabayan, Lutab; Karao; Bokkod; Acupan;  Kafagway, ahora Baguio; Benguet, ahora La Trinidad; Mankayan;  Lepanto.